# Ivnîțea, Andrușivka
Ivnîțea (în ucraineană Івниця) este localitatea de reședință a comunei Ivnîțea din raionul Andrușivka, regiunea Jîtomîr, Ucraina.
Localitatea face parte din regiunea istorică Volânia, iar după tratatul de pace de la Riga din 1921 a devenit parte a Uniunii Sovietice.

## Demografie
Componența lingvistică a localității Ivnîțea
     Ucraineană (97,45%)
     Rusă (2,37%)
     Alte limbi (0,12%)
Conform recensământului din 2001, majoritatea populației localității Ivnîțea era vorbitoare de ucraineană (97,45%), existând în minoritate și vorbitori de rusă (2,37%).